# ArcelorMittal Poland
ArcelorMittal Poland (dawniej Polskie Huty Stali) – przedsiębiorstwo powstałe 6 maja 2002 roku jako koncern (holding) polskich hut z siedzibą w Dąbrowie Górniczej.

## Historia
W chwili utworzenia spółka należała w całości do Skarbu Państwa i obejmowała cztery huty:
- Huta Katowice w Dąbrowie Górniczej
- Huty im. T. Sendzimira w Krakowie
- Huta Florian w Świętochłowicach
- Huta Cedler w Sosnowcu.

27 października 2003 roku Piotr Czyżewski – minister skarbu państwa i Lakshmi N. Mittal – prezes międzynarodowego konglomeratu LNM Holdings N.V. podpisali umowę sprzedaży 60% akcji Polskich Hut Stali SA za kwotę blisko 6 mln zł, tym samym oddając pod jego kontrolę 70% produkcji stali w Polsce. Obecnie ArcelorMittal Poland, która skupia ok. 70 procent potencjału produkcyjnego polskiego przemysłu hutniczego. Do koncernu należą także Zakłady Koksownicze Zdzieszowice, będące największym producentem koksu w Polsce i Europie.
Mittal Steel Poland wchodziło w skład koncernu Mittal Steel Company N.V., największego na świecie koncernu hutniczego, powstałego w kwietniu 2005 roku po połączeniu Ispat International LTD. z LNM Holdings N.V. z amerykańską firmą International Steel Group. Po fuzji Mittal Steel Company oraz Arcelor jest częścią koncernu ArcelorMittal z siedzibą w Luksemburgu.
Do spółki ArcelorMittal należy też ArcelorMittal Warszawa (w latach 1992–2005 należała do włoskiego koncernu Lucchini).

## Działalność

### Produkcja
Przedsiębiorstwo produkuje wyroby długie, takie jak szyny (w tym jako jeden z dwóch producentów w Europie wytwarza szynę o długości 120 m), kształtowniki, grodzice cenione w budownictwie lądowym i hydrotechnicznym czy obudowy górnicze. Wytwarza również wyroby płaskie wykorzystywane szeroko w motoryzacji, budownictwie i przy produkcji sprzętów AGD.
Wyprodukowana przez ArcelorMittal Poland stal znajduje szereg zastosowań w krajowych i zagranicznych inwestycjach. Wykorzystana została m.in. przy renowacji dworca kolejowego we Wrocławiu i Gliwicach, terminalu lotniska Jasionka w Rzeszowie, łącznicy kolejowej Kraków Zabłocie – Kraków Krzemionki. Grodzic z ArcelorMittal użyto przy modernizacji Stadionu Śląskiego, a szyn między innymi przy modernizacji na linii kolejowej Gdynia-Warszawa.

### Zatrudnienie
W roku 2007 w polskich oddziałach koncernu zostało zwolnionych ok. 7 tys. pracowników, co pozwoliło osiągnąć poziom zatrudnienia ok. 10,4 tys. pracowników.
Obecnie ArcelorMittal Poland zatrudnia 9800 osób, a wraz ze spółkami zależnymi – ponad 11 500. ArcelorMittal Poland jest największym producentem stali w Polsce, to także jeden z największych pracodawców w Polsce – w sześciu oddziałach zlokalizowanych w woj. śląskim, małopolskim i opolskim.

### Inwestycje
Przedsiębiorstwo, które jest częścią globalnego koncernu ArcelorMittal, działa na polskim rynku od 2004 roku. Od tego czasu spółka zainwestowała w swoich zakładach łącznie 7 mld zł i ograniczyła częstotliwość wypadków o 90 proc., a emisję CO2 o 37 proc.
Ważniejsze inwestycje w ArcelorMittal Poland:
- 2006 – linia powlekania organicznego w Świętochłowicach
- 2006 – modernizacja walcowni walcówki w Sosnowcu
- 2006 – trzecia linia ciągłego odlewania stali w Dąbrowie Górniczej
- 2006 – 2008 modernizacja baterii koksowniczych nr 8, 11, 12 w Zdzieszowicach
- 2007 – budowa walcowni blach gorących w Krakowie, najnowocześniejsza walcownia w Europie[10]
- 2009 – dwustanowiskowy piec kadziowy w Dąbrowie Górniczej[11]
- 2012 – instalacja oczyszczania gazu koksowniczego w Krakowie
- 2013 – biologiczna oczyszczalnia ścieków w Krakowie[12]
- 2014 – centrum serwisowania grodzic w Dąbrowie Górniczej[13]
- 2014 – uruchomienie produkcji długiej szyny w Dąbrowie Górniczej[14]
- 2016 – remont wielkiego pieca nr 5 w Krakowie[15]
- 2016 – rozbudowa walcowni gorącej w Krakowie[16]
- 2017 – nowa ocynkownia ogniowa w Krakowie
- 2018 – modernizacja systemu odpylania w dąbrowskiej stalowni[17]
- 2018 – modernizacja systemu odpylania taśm spiekalniczych w Dąbrowie Górniczej[18]
- 2018 – modernizacja wydziału walcówki w Sosnowcu[19]

## Sponsoring
Przedsiębiorstwo wspiera społeczności lokalne. Finansuje takie obszary jak:
- Edukację, ponad 100 laboratoriów w szkołach woj. śląskiego, małopolskiego i opolskiego, program stypendialny dla studentów niepełnosprawnych AGH[20]
- Bezpieczeństwo – dofinansowanie sprzętu dla straży pożarnej
- Sport amatorski: półmaraton dąbrowski[21], Juliada w Krakowie[22]
- Zdrowie: zakup specjalistycznego sprzętu dla szpitali, np. zakup aparatu USG dla oddziału okulistycznego szpitala im. S. Żeromskiego[23] w Krakowie
- Ekologia: program Jutro bez Smogu[24], wymiana starych pieców na stojaki rowerowe, nasadzenia drzew (ponad 600 000 drzew), 14 ogrodów Nowej Huty[25].
- Kultura i sztuka: mecenas Filharmonii w Krakowie[26], wsparcie Teatru Ludowego.

W 2022 roku firma została sponsorem tytularnym stadionu piłkarskiego w Sosnowcu należącego do kompleksu Zagłębiowski Park Sportowy. Nowa nazwa obiektu to ArcelorMittal Park. Podpisana umowa ma obowiązywać przez 5 lat.

## Odznaczenia
- Złota Odznaka Honorowa za Zasługi dla Województwa Śląskiego[28]